# Стоянка Груйчева
Стоянка Груйчева е българска състезателка по академично гребане.

## Биография
Родена е на 18 март 1955 г. в с Старосел, Пловдивско. Средно образование завършва в Техникум по обществено хранене (Пловдив), НСА и СА „Д.А Ценов“ в Свищов.
Започва да тренира гребане през 1972 г. в АФД „Тракия“ при Милка Кулевя. От 1973 г. до края на гребната си кариера, личен треньор е Любен Голев. В дисциплината двойка без рулеви нейна партньорка е Сийка Келбечева. Събира ги треньора на НО Николай Здравков.
В националния отбор личен треньор е Виктор Дорофеев. От 1976 г. побеждават всички, дори лодки водещите в този спорт на ГДР и ФРГ. Първи са на регатите в Есен и Виши. Пред 1975 г. заема 4 място на световната първенство в Нотингам.
Печели златен медал от двойка без рулеви на олимпиадата в Монреал през 1976 заедно със Сийка Келбечева. На Летни олимпийски игри 1980 печелят бронзов медал.
Главен експерт към Министерството на младежта и спорта за Пловдивска, Пазарджишка и Смолянска област.
Почетен гражданин на град Пловдив. Наградена е с Орден „Стара планина“ I степен „за изключително големите ѝ заслуги към Република България в областта на физическото възпитание и спорта“ (2012).